# Estação Parque Central
A Estação Parque Central é uma das estações do Metrô de Caracas, situada no município de Libertador, entre a Estação Nuevo Circo e a Estação Zona Rental. Administrada pela C. A. Metro de Caracas, faz parte da Linha 4.
Foi inaugurada em 18 de julho de 2006. Localiza-se na Avenida Lecuna. Atende a paróquia de San Agustín.